# موسیقی‌دانان آذربایجانی
- فکرت امیروف
- عزیر حاجی‌بیگف
- حسن انعامی
- علی سلیمی
- باکیخانوف
- ناصر چشم‌آذر
- ذوالفقار حاجی‌بیف
- مسلم ماقمایف (آهنگساز)
- مسلم ماقمایف (خواننده)
- نیازی
- واصف آدیگوزلف
- قارا قارایف
- عزیزه مصطفی‌زاده
- علیخان صمدوف
- عالیم قاسم اف
- عارف بابایف
- رشید بهبوداف
- هابیل علی اف
- عزیر حاجی بیگف
- توفیق قلی اف
- امامیار حسن اف
- فرغانه قاسمفا
- عاشیق زولفیه
- خرامان قاسموا
- کونول خاسیوا
- عظیم عظیم زاده
- زینب خانلاروا
- بولبول
- رامین انصاری
- قارا قارایف